# Imbé (Rio Grande do Sul)
Pour les articles homonymes, voir Imbé.
Imbé est une ville brésilienne de la mésorégion métropolitaine de Porto Alegre, capitale de l'État du Rio Grande do Sul, faisant partie de la microrégion d'Osório et située à 119 km à l'est de Porto Alegre. Elle se situe à une latitude de 29° 58′ 33″ sud et à une longitude de 50° 07′ 43″ ouest, à 4 m d'altitude. Sa population était estimée à 2 728 en 2007, pour une superficie de 40 km2. L'accès s'y fait par les RS-030 et RS-786.
Le nom Imbé vient du tupi Im-Bé qui signifie "plante grimpante". C'est une plante de la famille des Araceae, du genre philodendron, l'espèce Philodendron bipinnatifidum qui poussait en nombre dans la région avant son urbanisation.
La communauté fut créée par des pêcheurs au XVIIe siècle sur les berges du rio Tramandaí.
L'activité économique d'Imbé est essentiellement tournée vers le tourisme, du fait de sa localisation au bord de l'Océan Atlantique sud.

## Villes voisines
- Osório
- Tramandaí